# Panicum hemitomum
Panicum hemitomum är en gräsart som beskrevs av Schult.. Panicum hemitomum ingår i släktet vipphirser, och familjen gräs. Inga underarter finns listade i Catalogue of Life.